# Tragocephala descarpentriesi
Tragocephala descarpentriesi är en skalbaggsart som beskrevs av Pierre Lepesme och Stefan von Breuning 1950. Tragocephala descarpentriesi ingår i släktet Tragocephala och familjen långhorningar. Inga underarter finns listade i Catalogue of Life.